# شایع (روستا)
شایع یا شایه روستایی در دهستان تبادکان بخش مرکزی شهرستان مشهد استان خراسان رضوی ایران است. این روستا در کنار جاده باستانی شهر طوس بوده و قدمتی تاریخی دارد.

## جمعیت
بر پایه سرشماری عمومی نفوس و مسکن در سال ۱۳۹۵ جمعیت این روستا ۱٬۱۷۱ نفر (۳۴۲خانوار) بوده‌است.